# Rosen-Gruppe

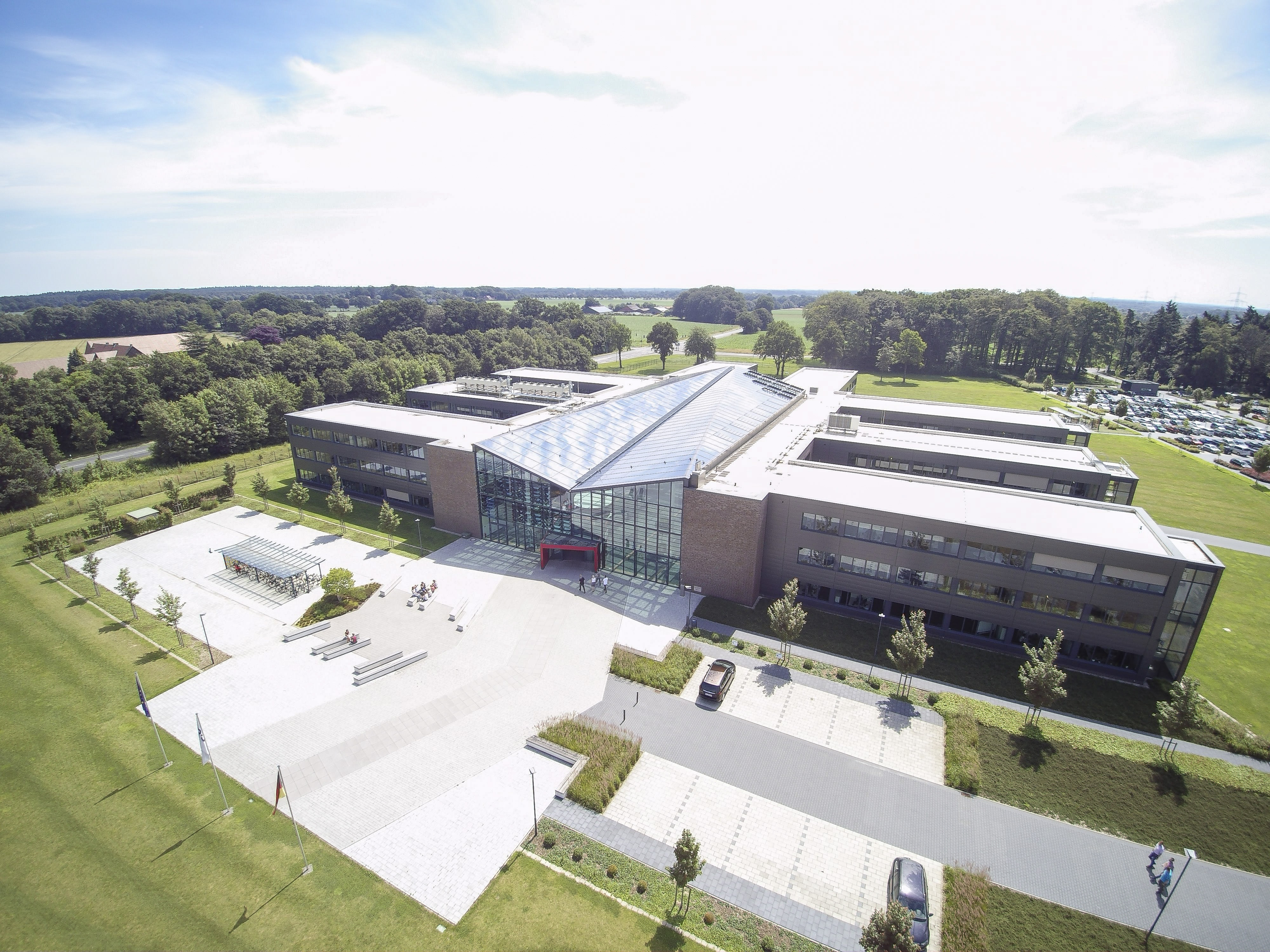
Luftbild des Innovation Center der Rosen-Gruppe in Lingen (Ems)

Die Rosen-Gruppe (Eigenschreibweise: ROSEN Gruppe) ist ein weltweit tätiges Technologieunternehmen mit Hauptsitz in Stans, das auf die Forschung, Entwicklung, Herstellung sowie den Einsatz von Inspektionsgeräten für Pipelines (insbesondere Molche) und weiteren komplexen technischen Anlagen spezialisiert ist. Es bietet seine Dienstleistungen und Produkte für die Öl- und Gasindustrie sowie weitere Branchen an.

## Geschichte

### Anfänge
Nach dem Studium der Mess- und Regelungstechnik gründete Hermann Rosen Mitte der 1970er Jahre ein Ingenieurbüro in Lingen (Ems). Es befasste sich anfänglich mit Geräten und Dienstleistungen der Messtechnik, unter anderem für die Landwirtschaft. Der Grundstein der Rosen-Gruppe wurde 1981 mit der Gründung der H. Rosen Engineering GmbH gelegt. Das Unternehmen arbeitete für Kunden aus der Gas- und Ölindustrie und bot vor allem Serviceleistungen für Pipelines an. 1988 verlegte das Unternehmen seinen Sitz in den Industriepark in Lingen (Ems).

### Expansion
In den 1990er Jahren wurden mehrere Niederlassungen im Ausland eröffnet. Dazu zählten solche in den Vereinigten Staaten, Kanada, Mexiko, Argentinien, Malaysia und Australien.
Im Jahr 2000 verlegte das Unternehmen den Sitz seiner Zentrale von Lingen nach Stans in der Schweiz. Im Jahrzehnt darauf erweiterte es das Netz seiner Niederlassungen um Standorte in den Niederlanden, Großbritannien, Saudi-Arabien, den Vereinigten Arabischen Emiraten, Ukraine, Russland, Brasilien und Kolumbien. Trotz Sitzverlegung und Expansion blieb Lingen ein bedeutender Standort.
In den Jahren von 2000 bis 2010 führte das Unternehmen eine Reihe von Technologien zur Marktreife. Dabei ging es um konventionelle Verfahren sowie um solche, die elektromagnetisch induzierten Ultraschall, Wirbelstrom oder magnetische Streuflussverfahren nutzen. Die entsprechenden Forschungs- und Entwicklungsarbeiten wurden in den eigenen Forschungszentren Deutschlands, der Schweiz und Kaliforniens durchgeführt.
Im September 2012 eröffnete der niedersächsische Ministerpräsident David McAllister das Innovation Center der Rosen-Gruppe. Die Gruppe weitete ihre Absatzmärkte in den 2010er Jahren aus, beispielsweise inspiziert sie seither auch Tanklager oder Rohrleitungssysteme in der chemischen Industrie. Im Oktober 2013 führte das Unternehmen in der Nord Stream Pipeline den bis dahin längsten Nonstop-Inspektionslauf durch (1.224 Kilometer). Auch in den 2010er Jahren implementierte das Unternehmen eine Reihe technologischer Neuerungen in die Praxis. 2017 war die Gruppe in Nord-, Mittel- und Südamerika, Europa, Asien und Australien mit operativen Einheiten an 23 Standorten vertreten. Hinzu kamen 11 Technologie- und Forschungszentren in Nord- und Südamerika, Europa und Asien (Stand: 2019).
In den 2020er Jahren kamen transformative Technologien hinzu, also solche wie das Internet der Dinge oder KI. Diese zielen nicht allein auf Ablaufverbesserungen, sondern sind in der Lage, tiefgreifenden Wandel zu fördern, etwa zur Nachhaltigkeit. Vor diesem Hintergrund eröffnete die Gruppe In Lingen eine Testanlage für das Verhalten von und den Umgang mit dem Energieträger Wasserstoff in Transportsystemen, insbesondere Pipelines.
Hermann Rosen leitete die Gruppe von ihrer Gründung bis 2023. Nur in der Zeit von Anfang 2013 bis Ende 2014 agierte Friedrich Hecker als CEO.

### Verkauf an Partners Group
2023 wurde die Rosen-Gruppe mehrheitlich von der Schweizer Partners Group übernommen. Unternehmensgründer Hermann Rosen blieb weiterhin Minderheitseigentümer. Im Rahmen dieses Prozesses hat das Unternehmen seine Geschäftsstruktur neu organisiert und sich von sogenannten „New Ventures“ getrennt, bei denen es sich um nicht verwandte Entwicklungsprojekte außerhalb des primären Tätigkeitsbereichs der Rosen-Gruppe handelt. Hermann Rosen führte sie in einem neuen, unabhängigen Unternehmen zusammen, der Rosenxt.

## Gegenwart

### Geschäftsbereiche
Die von CEO Andreas Opfermann geführte Gruppe gliedert ihr Geschäft in vier Bereiche:
- Der Geschäftsbereich Öl und Gas ist für weltweit vorgenommene Pipeline-Inspektionen zuständig. Neben Pipelines untersucht die Gruppe auch andere Industrieanlagen und -systeme wie Tankanlagen und Druckbehälter, Raffinerien oder spiralförmige Rohre.
- Im Geschäftsbereich Energieträger der Zukunft geht es um die Sicherstellung einer nachhaltigen, zuverlässigen und bezahlbaren Energieversorgung unter Berücksichtigung der globalen Energiewende. Die Ausweitung des Transports erneuerbarer und kohlenstoffarmer Gase wie Wasserstoff, Kohlenstoffdioxid oder Ammoniak zielt auf ein dekarbonisiertes und integriertes Energiesystem. Die Rosen-Gruppe unterstützt die Anlagenbetreiber bei der Umwidmung ihrer Anlagen, indem es seine Erfahrung bei der Inspektion von Pipelines, in denen verschiedene Medien transportiert werden, und seinen Datenpool einbringt.
- Der Geschäftsbereich Bergbau widmet sich der proaktiven Pflege und Inspektion von Schlammleitungen. Es geht hier unter anderem um industrielle Anlagen und Wartungsausrüstungen, die den besonderen Herausforderungen der Bergbauindustrie ausgesetzt sind. Die Anlagen werden inline inspiziert und technisch bewertet, insbesondere mit Blick auf Schwach- und Gefahrenstellen.
- Im Geschäftsbereich Offshore konzentriert die Gruppe ihre Dienste auf Offshore-Anlagen mit ihren Pipelines, Verteilern, Verarbeitungsanlagen etc.

### Gerät und Daten

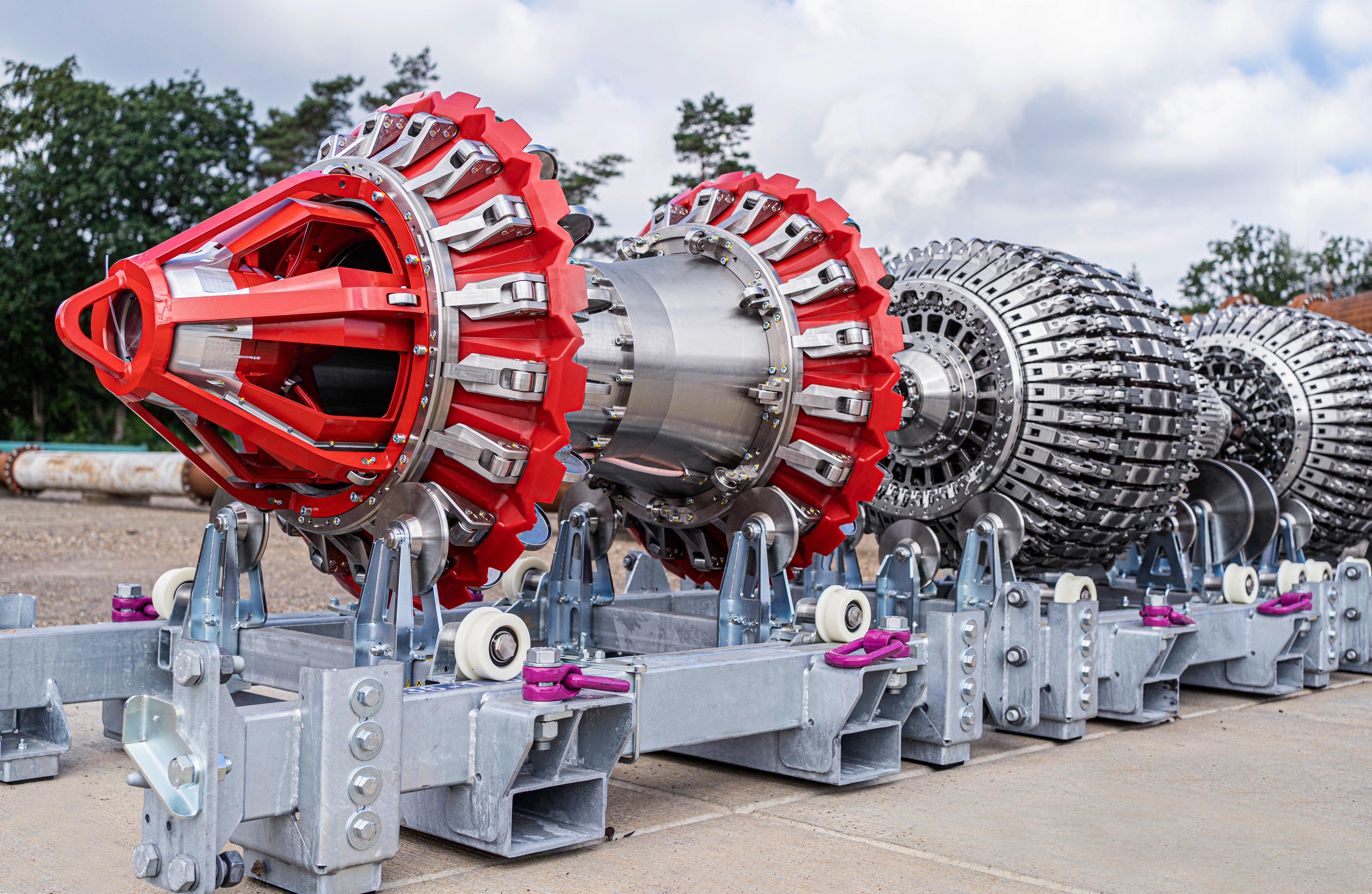
Inline-Inspektionsgerät („Molch“) der Rosen-Gruppe

In allen Geschäftsbereichen wird Inspektionsgerät gebraucht, von denen „Molche“ die bekanntesten sind. Sie werden selbst entwickelt und hergestellt. Ihre Fertigungstiefe liegt nach Unternehmensangaben bei 85 bis 90 Prozent.
Die im Rahmen der Inspektionen anfallenden großen Datenmengen werden zu Informationen aufbereitet, analysiert und den Kunden zur Entscheidungsfindung zur Verfügung gestellt. Die Leistungen gehen über Inspektion und Diagnose hinaus. Sie umfassen auch die Entwicklung spezifischer Programme für die Instandhaltungs- und Reparaturplanung sowie für die Integrität technischer Anlagen und Systeme.

### Standorte
Die Gruppe hat über 40 Standorte in Nord-, Mittel- und Südamerika, Europa, Asien und Australien.  Sie ist in mehr als 110 Ländern tätig.

## Weiteres

### Aktivitäten im Bildungsbereich
Die Rosen-Gruppe engagiert sich speziell im MINT-Bereich in der Förderung von Kindern, Jugendlichen und Studierenden. Seit 1995 stiftet das Unternehmen die Mittel für den Förderpreis Physik der Universität Osnabrück. 2019 ermöglichte das Unternehmen eine Stiftungsprofessur im Bereich Semantische Informationssysteme an der Universität Osnabrück. Zusammen mit weiteren Unternehmen aus der Emsland-Region unterstützt die Rosen-Gruppe Studierende mit dem Emslandstipendium. Außerdem gehört die Rosen-Gruppe zu den Förderern des Deutschlandstipendiums.
Für Schulungen und Weiterbildungen in der Pipeline-Engineering-Branche richtete die Rosen-Gruppe ihren Competence Club ein. Er bietet seit 2016 verschiedene Lernformate für das Pipeline-Integritätsmanagement.
Er kooperiert in der Branche außerdem weltweit mit verschiedenen Programmen der Nachwuchsförderung, wie beispielsweise denen von Young Pipeline Professionals.

### Auszeichnungen
2011 erhielt die Rosen-Gruppe den Emsländischen Unternehmenspreis in der Kategorie Unternehmensentwicklung. 2015 gewann sie den Global Pipeline Award der American Society of Mechanical Engineers (ASME) für ihren RoMat PGS Service. Neuartige Messtechnik ermöglichte erstmals die Ermittlung der Streckgrenze von Kohlenstoffstahlrohren, die für Fernrohrleitungen verwendet werden. Mit der ermittelten Streckgrenze des Stahls kann die Stahlgüte nach der Norm API 5L jeder einzelnen Sektion der Pipeline bestimmt werden. Die Canadian Energy Pipeline Association zeichnete das Unternehmen 2017 für die Entwicklung der EMAT-Pipeline-Inspektions-Dienstleistung als Neuheit für Inspektionen in der Öl- und Gasbranche aus. 2025 gewann die Rosen-Gruppe den Honoris Award des Consejo Colombiano de Seguridad, einer gemeinnützigen Organisation in Kolumbien, die Arbeitssicherheit und Gesundheitsschutz am Arbeitsplatz fördert.